# Liste der Stolpersteine in Bad Bramstedt

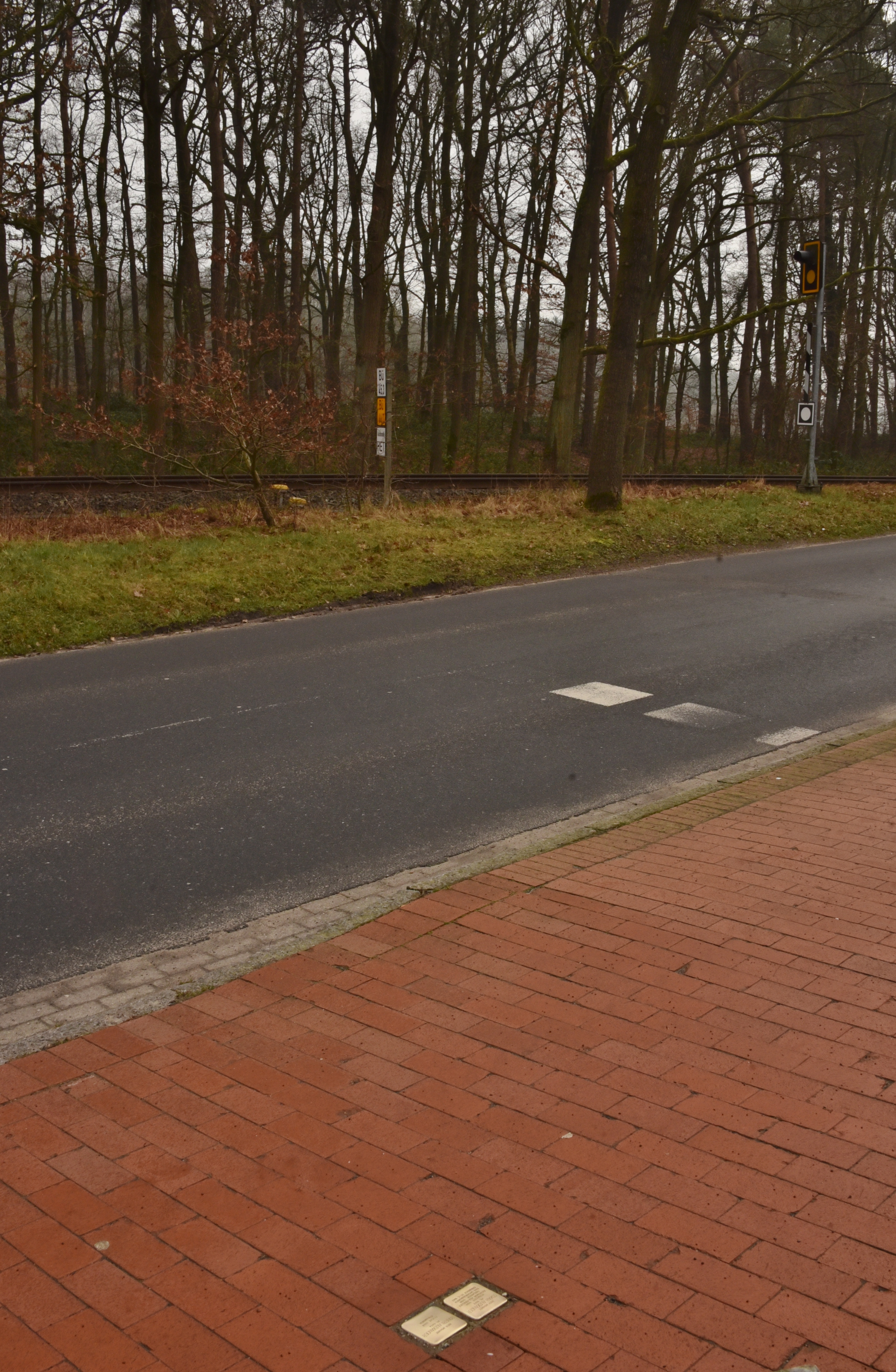
Stolpersteine in Bad Bramstedt

Die Liste der Stolpersteine in Bad Bramstedt enthält die Stolpersteine, die vom Kölner Künstler Gunter Demnig in der schleswig-holsteinischen Stadt Bad Bramstedt verlegt wurden. Stolpersteine erinnern an das Schicksal der Menschen, die von den Nationalsozialisten ermordet, deportiert, vertrieben oder in den Suizid getrieben wurden. Sie liegen im Regelfall vor dem letzten selbstgewählten Wohnsitz des Opfers.
Die ersten Verlegungen in Bad Bramstedt erfolgten am 21. November 2019.

## Liste der verlegten Stolpersteine
| Stolperstein | Inschrift | Standort                    | Name, Leben |
| ------------ | --- | --------------------------- | --- |
|              | HIER WOHNTE OSKAR ALEXANDER JG. 1881 VERHAFTET 1938 ZUCHTHAUS ALT-STRELITZ ENTLASSEN 1938 1941 SACHSENHAUSEN ERMORDET 25.1.1942 | Oskar-Alexander-Straße 24 · | Oskar Alexander wurde am 29. Oktober 1881 in Visselhövede geboren. Sein Vater war Martin Alexander, ein Landwirt und Unternehmer, 1972 bis 1878 Bürgermeister seiner Geburtsstadt. Oskar Alexander absolvierte eine kaufmännische Lehre in einem Hamburger Übersee-Handelshaus. Im Alter von zwanzig Jahren ging er nach Kuba und Mexiko, kehrte aber nach wenigen Jahren wieder zurück in die Hansestadt. 1905 gründete er eine eigene Firma, die „Hamburger Kunstblumen-Industrie“ mit Sitz in der Dammtorstraße 5 und einer Fabrik in der Admiralitätstraße 58. Im Jahr 1913 heiratete er Elisabeth Krohmann, Tochter eines Hamburger Elblotsen. Das Paar hatte einen Sohn, Robert, geboren 1914. Seine Frau starb früh. Nach dem Ersten Weltkrieg übernahm er, zunächst als Pächter, die Bad Bramstedter Kuranlagen. 1929 wurde die Rheumaheilstätte Bad Bramstedt GmbH gegründet, unter Beteiligung der Stadt und mehrerer Kassen, 1930 wurde das Kurhaus eröffnet, ab Februar 1931 kamen die ersten Patienten. Die Kuranstalt hatte bald einen guten Ruf im In- und Ausland, finanzkräftige Privatpatienten meldeten sich an. Recht rasch nach der Machtergreifung im Januar 1933 wurde diese Aufbauarbeit von den Nationalsozialisten zerstört. Oskar Alexander wurde Schritt für Schritt seiner Ämter enthoben, wurde erstmals 1938 verhaftet, dann wieder entlassen. Sein Besitz wurde arisiert, schließlich wurde er 1941 erneut verhaftet. Oskar Alexander wurde am 25. Januar 1942 im Konzentrationslager Sachsenhausen ermordet. Sein Sohn konnte 1938 nach Kolumbien emigrieren. Das Kurhaus und eine Straße sind nach Oskar Alexander und seinen Sohn benannt. |
|              | HIER WOHNTE ROBERT ALEXANDER JG. 1914 FLUCHT 1938 KOLUMBIEN                                                                     | Oskar-Alexander-Straße 24 · | Robert Alexander wurde 1914 in Hamburg geboren. Seine Eltern waren der Unternehmer Oskar Alexander und Elisabeth, geborene Krohmann. Seine Mutter starb früh. Er flüchtete 1938 nach Kolumbien, wo er sich eine Existenz aufbaute und eine Familie gründete. Er hatte zwei Töchter. Im Entschädigungsverfahren von 1953 wurde er mit der nichtigen Summe von 22.000 DM, darin enthalten seine Rechtsanwaltskosten, abgefertigt. Im Verfahren wurde bestritten, dass sein Vater rassisch verfolgt worden sei. |

## Verlegedatum
Die Stolpersteine von Bad Bramstedt wurden am 21. November 2019 verlegt, in Anwesenheit der beiden Töchter von Robert Alexander und von dessen Enkelsohn.